# Felix Austria
Felix Austria (în ucraineană Фелікс Австрія) este un roman al scriitoarei ucrainene Sofiia Andruhovîci, publicat în 2014 la Editura Old Lion.
Acțiunea se petrece la începutul secolului al XX-lea în Stanislau (Austria), un oraș din partea de est a Imperiului Austriac (astăzi Ivano-Frankivsk, Ucraina). Romanul este scris în stilul unui jurnal, fiecare capitol fiind despre o amintire anume din viața Stefaniiei, eroina principală.
Cartea a fost apreciată atât de criticii ucraineni, cât și de publicul larg din străinătate. Felix Austria a fost tradus în germană, poloneză, cehă, maghiară, croată și franceză. A primit numeroase premii ucrainene și străine.

## Rezumat
{sinopsis}}
Evenimentele povestite în roman au loc la sfârșitul secolului al XIX-lea - începutul secolului al XX-lea în Stanyslaviv, Austria, un oraș din partea de est a Imperiului Austriac, devenit apoi Ivano-Frankivsk, Ucraina. Felix Austria are în centru povestea unei relații de-o viață dintre stăpâna Adelia Anger și servitoarea ei, Stefaniia Chornenko. Cele două simt că au fost sortite să fie împreună, după ce au supraviețuit unei tragedii din copilărie care le-a schimbat viața, în care părinții lor au murit în incendiu.
În ciuda conflictelor și certurilor lor constante, fetele nu își pot imagina viața una fără cealaltă. La începutul romanului, ele merg împreună la teatru și alte spectacole, ba chiar și în luna de miere, când Adelia se căsătorește cu Petro. După ce realizează că e prins într-un triunghi amoros, Petro încearcă să scape de Stefaniia și îi sugerează că ar trebui să își facă și ea un rost în viață, însă aceasta se teme că stăpâna ei nu va supraviețui fără ea.
Într-o seară, un fost elev al doctorului Anger și un vechi prieten al ambelor fete, preotul Josyp Ridny, le face o vizită; între timp, Stefaniia își amintește cum o jignea Adelia în copilărie. Peste câteva zile, ea merge la Josyf pentru spovedanie și este surprinsă să o găsească acolo pe Adelia.
Atenția lor însă se îndreaptă rapid către Petro, care găsește un băiat în atelierul său. Băiatul suferă de o boală rară care îi face articulațiile extrem de flexibile, permițându-i să se ascundă oriunde. Adeliia decide să lase băiatul să stea la ei, iar mai târziu Petro îi dă numele Feliks. Băiatul aduce multe probleme cuplului, se ascunde trei zile, pictează hărțile doctorului Anger, însă Petro e tot mai atașat de el, în timp ce Adelia se străduiește să se apropie de el.
Ernest Thorn, un magician dintr-o trupă de circ, vine la ei acasă pentru a-l lua înapoi pe Feliks, le povestește despre trecutul băiatului și este dispus să plătească o sumă de bani pentru a-l recupera. Adelia acceptă cu bucurie, dar Stefaniia refuză. Pe drum spre un magazin, Stefaniia se întâlnește cu Velvele, care îi spune că lumea vorbește despre relația neobișnuită între ea și stăpâna ei și îi propune să plece împreună cu el în străinătate și să înceapă o viață nouă, dar ea refuză ferm.
Stefaniia se ocupă de pregătirile pentru ziua stăpânei ei și la un moment dat îl vede pe Josyf, care, pe furiș, îi dă Adeliei ceva, iar mai târziu află că era ciorapul ei. După ce Petro și Adelia pleacă, Stefaniia citește jurnalul Adeliei pentru a afla mai multe despre relația ei cu Josyp. Atunci descoperă o scrisoare de la doctorul Anger în care își exprimă regretul de a o fi adoptat pe Stefaniia.
După ce bea câteva pahare la petrecerea de ziua Adeliei, Stefaniia o acuză în fața tuturor invitaților că are o aventură amoroasă cu Josyp. Relația dintre cele două fete se înrăutățește, iar Adelia explică toate neînțelegerile. Copleșită de emoții. Stefaniia declanșează din greșeală un incendiu în casă. Statuia unde se ascundea Feliks este cuprinsă de flăcări și se prăbușește cu tot cu bijuteriile furate din biserici. Stefaniia renunță la speranțele ei și se hotărăște să plece cu Velvele.

## Personaje
- Stefaniia Ciornenko (Stefa) - eroina principală, ucraineană, a cărei narațiune se dezvoltă din propria perspectivă. Orfană, a fost adoptată de dr. Anger după incendiul devastator în urma căruia părinții ei au murit. A devenit servitoarea doctorului, apoi a cuplului Adelia și Petro. Este convinsă că destinul ei este să o slujească pe Adelia.
- Doctorul Anger - tatăl Adeliei, a adoptat-o pe Ștefa după ce părinții ei și soția lui au murit într-un incendiu. Le-a crescut împreună pe Adelia și Stefa, făcând-o pe Stefa să creadă că nu o poate abandona niciodată pe Adelia.
- Adel' Skolîk (Adelia) - fiica doctorului Anger, a crescut împreună cu Stefa. Jumătate poloneză, jumătate germană. Căsătorită cu Petro, a fost acuzată la un moment dat că ar avea o aventură cu Yosyp Ridny.
- Petro Skolîk -sculptor de pietre funerare, ucrainean, a studiat la Viena. Soțul Adeliei.
- Feliks -un copil găsit în atelierul lui Petro. Avea articulații hiperelastice și fura obiecte de valoare din biserici pentru Ernest Thorn.
- Ernest Thorne - magician, mama lui Feliks făcuse parte din trupa lui de circ. Îl folosește pe Feliks pentru a fura obiecte prețioase.
- Iosîp Ridnîi - elevul doctorului Unger, devenit ulterior preot, soțul Ivankăi.
- Ivanka Ridna - soția lui Josyp, nu se pricepe prea bine la treburile casnice, este bolnavă.
- Velvele - un tânăr evreu, comerciant de pește, i-a propus Ștefei să plece cu el peste ocean.

## Scriere
Andruhovici a lucrat mai mult de un an la acest roman. De-a lungul poveștii, ea folosește diverse dialecte galițiene (în ucraineană га́лицький го́вір), explicate în notele de subsol, pentru a exprima mai bine atmosfera locului. Personajele principale locuiesc pe strada Lypova, Stanislaviv, devenită ulterior strada Shevchenko, în orașul Ivano-Frankivsk, unde locuiesc părinții ei. Scriitoarea s-a inspirat din lucrările istorice despre orașul natal publicate în seria Moye Misto și din ziarul Kurjer Stanisławowski, apărut la începutul secolului al XX-lea, ca referință pentru atmosfera cotidiană a secolului XX, dar a și studiat viața localnicilor.
Când a început să-și scrie romanul, Andrukhovych locuia în Cracovia, într-un internat numit „Felix”, fiind beneficiara unei burse „Gaude Polonia”. După ce tatăl ei, Yurii Andrukhovych, a aflat despre asta, a sugerat ca romanul să fie numit după sloganul austro-ungar: Bella gerant alii, tu felix Austria, nube (Războiul îl fac alții, tu, fericită Austrie, te căsătorești).
Pe coperta primei ediții a cărții s-a aflat pictura „De-a lungul țărmului” (1914) de Joseph Edward Southall. În 2019, Editura The Old Lion a lansat o ediție actualizată cu o copertă nouă, realizată de Svitlana Dorosheva.

## Teme
Printre temele centrale explorate în carte se află căutarea identității, conflictele interne și lipsa încrederii în sine. Această luptă este reprezentată de Stefaniia și de viața ei închisă în limitele pe care ea singură și le-a impus. Pe parcursul cărții, cititorul poate observa cum Stefa și-a legat viața de stăpâna ei, uitând complet de propria personalitate și renunțând la orice aspirații privind viața ei personală. În încăpățânarea ei de a respecta promisiunea pe care și-a făcut-o ei înseși de a avea grijă de Adelia, nu-și permite nici cea mai infimă independență ori să se considere demnă de a fi iubită, respectată și apreciată. Totuși, pe măsură ce narațiunea se dezvoltă, Stefaniia trece printr-o transformare personală, pe care Chernetsky a comparat-o cu „o transformare identitară postcolonială asertivă”.
Această dinamică a puterii dintre cele două fete deschide o discuție despre referințele intertextuale la scriitoare celebre din secolul al XX-lea din vestul Ucrainei. Vitali Cernețkîi, în articolul său „Felix Austria de Sofia Andrukhovîci: neogoticul postcolonial și căutarea de sine a Ucrainei”, discută următoarele: referințele la Olga Kobîleanska sunt deosebit de puternice și numeroase, în relația intensă emoțional dintre personajele feminine, care reflectă „Valse mélancolique”-ul ei, precum și în corespondența intensă emoțional, încărcată homoerotic, pe care a purtat-o cu Lesea Ukrainka; numele de familie al Stefaniiei, Chornen'ko, sugerează direct aceasta din urmă, deoarece khtos' chornen'kyi, „persoană cu părul închis la culoare”, era criptonimul pentru Kobîleanska folosit în corespondența celor două scriitoare ucrainene.

## Receptare critică
Cartea s-a bucurat de o largă recunoaștere în rândul criticilor din Ucraina și din străinătate, provocând discuții aprinse. Unul dintre critici, Ievhen Stasinevych, a remarcat „diversele omagii, ocheadele adresate cititorului, parafrazele serioase și aluziile interpretative fructuoase”, subliniind importanța acestei opere literare. Alături de Stasinevych, Andrii Drozda a evidențiat și încercarea lui Andrukhovych de a păcăli cititorii, interpretându-l pe iluzionistul Ernest Thorn - în timp ce expune frumoasele opere de artă, creează rapid dramă și intrigă și le dizolvă prompt.
Cu toate acestea, Vladislav Ivcenko pune sub semnul întrebării atât textul, cât și autoarea și își încheie critica într-un mod negativ, subliniind că Andruhovici a creat cartea doar pentru plăcerea proprie, fără să-i pese de cititori.

## Recunoaștere
- 2014 - Premiul Special al Forumului de Carte din Liov
- 2014 - BBC Book of the Year
- 2014 - Premiul Ucrainean LitAccent of the Year
- 2015 - Premiul Fundației Kovalevykh
- 2016 - Premiul literar al Parteneriatului Estic de la Visegrad

Romanul este inclus în lista „De la Kulish până în prezent: 100 de romane și povestiri scurte emblematice în ucraineană”, întocmită de PEN Ucraina.

## Traduceri
În 2016, Felix Austria a fost tradus în germană și publicat de editura austriacă „Residenz Verlag” sub titlul Der Papierjunge (Băiatul cu ziare), în traducerea Mariei Weissenböck. În vara anului 2016, cartea a fost publicată în Polonia. Romanul a fost tradus în cehă, maghiară, croată și franceză, iar în engleză de Vitali Cernețki și publicat de Harvard University Press în 2024.

## Adaptare
Film.UA Group a dobândit drepturile de adaptare a romanului în filmul Viddana. Nadiya Zayonchkovska a devenit producătoarea filmului în baza unui parteneriat și a lucrat cu Khrystyna Syvolap în calitate de regizoare.
Rolul Stefaniiei este interpretat de actrița poloneză Marianna Januszewicz, iar rolurile lui Adel și Peter sunt interpretate de Olesya Romanova, respectiv Roman Lutsky. Filmul a fost lansat în Ucraina pe 16 ianuarie 2020.
Textul interpretării audio (2016) este citit de Sonia Sotnîk, acompaniată de compozitorul și muzicianul Ievdokîm Reșitko.